# South Henik Lake
South Henik Lake är en sjö i Kanada.   Den ligger i territoriet Nunavut, i den centrala delen av landet, 2 300 km nordväst om huvudstaden Ottawa. South Henik Lake ligger 184 meter över havet. Arean är 513 kvadratkilometer. Den sträcker sig 66,9 kilometer i nord-sydlig riktning, och 38,3 kilometer i öst-västlig riktning.
Omgivningarna runt South Henik Lake är i huvudsak ett öppet busklandskap. Trakten runt South Henik Lake är nära nog obefolkad, med mindre än två invånare per kvadratkilometer.